# 亚丁工作室
亚丁工作室，又名成都亚丁工作室和金山亚丁工作室是金山軟件繼烈火工作室之後開設的第三個遊戲工作室，作品美術為Q版卡通風格。亞丁工作室位於中國大陸成都市，2011年合併到西山居，成為西山居的成都全資子公司。主要作品為《春秋Q传》。

## 歷史
罗晓音原為自贡油毡厂锅炉工，1994年到北京學習電腦音樂製作，1995年加入西山居，負責《剑侠情缘》的音樂製作。2004年金山派遣罗晓音前往成都市建立「亞丁工作室」。亞丁工作室取名四川省稻城亚丁，寄意夢開始的地方和最後的香格里拉，工作室位於成都市一环路南一段12号的学府花园书香榭11楼。工作室目標是在成都開發一個中國大陸國內一流網絡遊戲，建立一流網絡遊戲音樂工作室，爭取三到五年建立知名網遊品牌。工作室創作方向為Q版造型，清爽可愛的美術風格。亞丁工作室開發的第一款網絡遊戲是以中國古代歷史和神話為背景的大型多人在线角色扮演游戏《幻想春秋》，遊戲定位是大型Q版休閒遊戲。《幻想春秋》於2005年3月開始封測，封測時間持續了一年，2006年5月開發项目改名《大话春秋》。2005年12月，金山收購台灣華義國際在成都的四川分部，原四川華義的成員重整為亞丁工作室二部。2006年，罗晓音退出金山，湛振阳接替工作室開發工作，金山在成都註冊子公司，負責管轄在成都的亞丁工作室。2007年2月開發项目改名《春秋Q传》，遊戲內容再度大幅修改，最後於9月20日正式投入營運。2008年，唐勇成亞丁工作室負責人。由於《春秋Q传》的人氣，亞丁工作室打算將《春秋》做成一個系列，於是開始《春秋Q传》姊妹篇《春秋外传》的開發。新作中開發團隊根據過去在《Q传》中遇到的問題進行了改進，如使用更好的服務器技術，以容納更多玩家。2009年5月15日，《春秋外传》進入測試階段，8月21日遊戲正式公測。
2010年吴裔敏任金山遊戲的首席执行官，開始撤銷金山旗下遊戲工作室，未來只保留七尘斋，烈火工作室在4月首先被撤銷。同年，金山管理層對西山居進行管理層收購。12月，鄒濤成立「成都西山居互动娱乐科技有限公司」，並對西山居相關公司進行收購。亞丁工作室業務最後被整合到「成都西山居世游科技有限公司」，成為「珠海西山居世游科技有限公司」（西山居）全資子公司。整合期間，金山一眾遊戲工作室開發工作一度受阻。2011年，亞丁工作室同時開發兩款遊戲，分別是以《紅樓夢》為題材《大话红楼》和金山首款3DQ版武俠網遊《麻辣江湖》，前者為金山計劃於2011年推出，遊戲最終延期至2013年7月18日才正式公測，後者於2012年12月19日正式上線公測。

## 開發遊戲
| 遊戲名稱                                 | 營運日期                     | 停運日期                    | 備註                 |
| ---------------------------------------- | ---------------------------- | --------------------------- | -------------------- |
| 《春秋Q传》                              | 2007年9月20日                | 不適用                      | [ 3 ] [ 21 ]         |
| 《春秋外传》                             | 2009年8月21日                | 2012年8月                   | [ 12 ] [ 註 1 ]      |
| 《麻辣江湖》（陸服） 《劍俠Q傳》（台服） | 2012年12月19日 2013年10月3日 | 2017年5月11日 2016年9月21日 | [ 20 ] [ 22 ] [ 23 ] |
| 《大话红楼》                             | 2013年7月18日                | 2014年1月28日               | [ 19 ] [ 24 ]        |

## 備註
1. ↑  金山逍遙網2012年8月撤下遊戲，充值關閉